# نارک بابایان
نارک ساموئلی بابایان (ارمنی: Նարեկ Սամվելի Բաբայան؛ زادهٔ ۱۷ ژوئن ۱۹۸۴) یک  سیاستمدار اهل ارمنستان است که از تاریخ ۲۰۲۱ تا تاریخ ۲۰۲۶ سمت نمایندگی دوره هشتم مجلس ملی جمهوری ارمنستان را برعهده داشت.

## زندگی‌نامه
در 	۱۷ ژوئن ۱۹۸۴ در ایروان به دنیا آمد و از دانشکده فیزیک دانشگاه دولتی ایروان فارغ‌التحصیل شد. 